# 包孔塞格
包孔塞格（匈牙利語：Bakonszeg）是匈牙利豪伊杜-比豪尔州所辖的一个村。总面积35.03平方公里，总人口1155，人口密度33.0人/平方公里（2011年1月1日）。